# 매킨토시 쿼드라

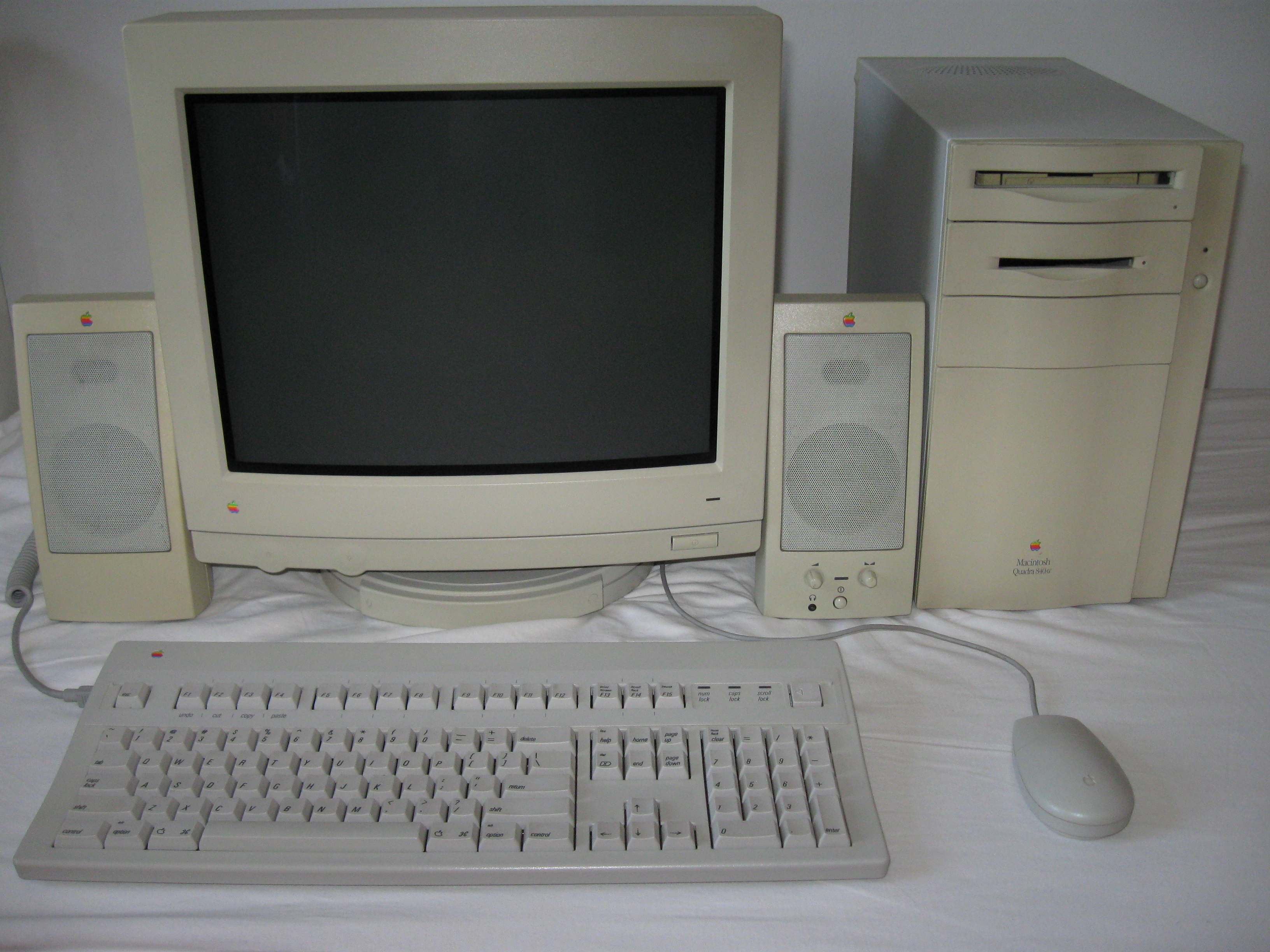
키보드, 마우스, 디스플레이, 스피커를 갖춘 매킨토시 쿼드라 840AV.

매킨토시 쿼드라(Macintosh Quadra)는 1991년 10월부터 1995년 10월까지 애플 컴퓨터가 설계, 제조, 판매한 개인용 컴퓨터의 한 계열이다. 쿼드라는 모토로라 68040 중앙 처리 장치를 장착하고 있으며 고성능 매킨토시 모델로서 매킨토시 II 패밀리를 대체하였다.
최초 모델은 1991년 10월 선보인 쿼드라 700과 쿼드라 900이었다. 1993년에 걸쳐 매킨토시 쿼드라 800, 840AV, 605가 추가되었다. 매킨토시 센트리스 계열은 1993년 10월 쿼드라에 병합되었으며 해당 범위에 610, 650, 660AV를 추가하였다. 1994년 초 파워 매킨토시 계열을 선보인 이후 애플은 새로운 쿼드라 모델들을 계속 생산, 판매하였다. 950은 1995년 10월까지 계속 판매되었다.

## 모델

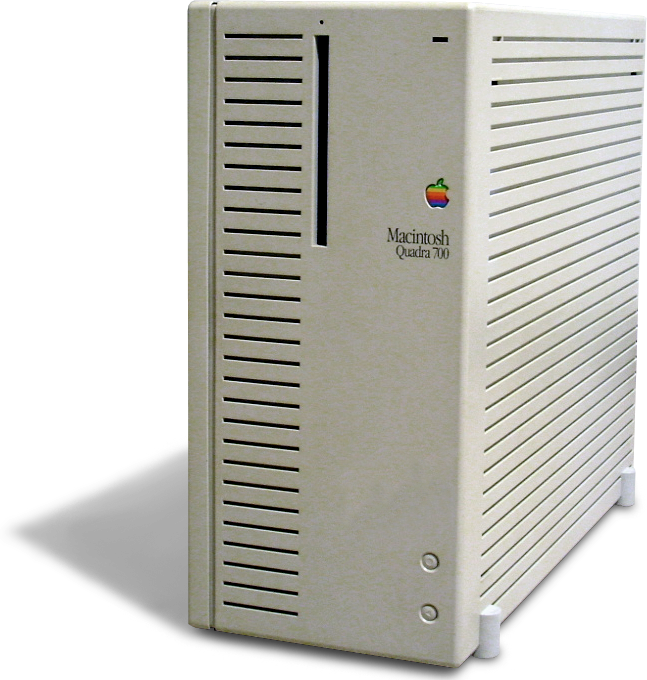
매킨토시 쿼드라 700
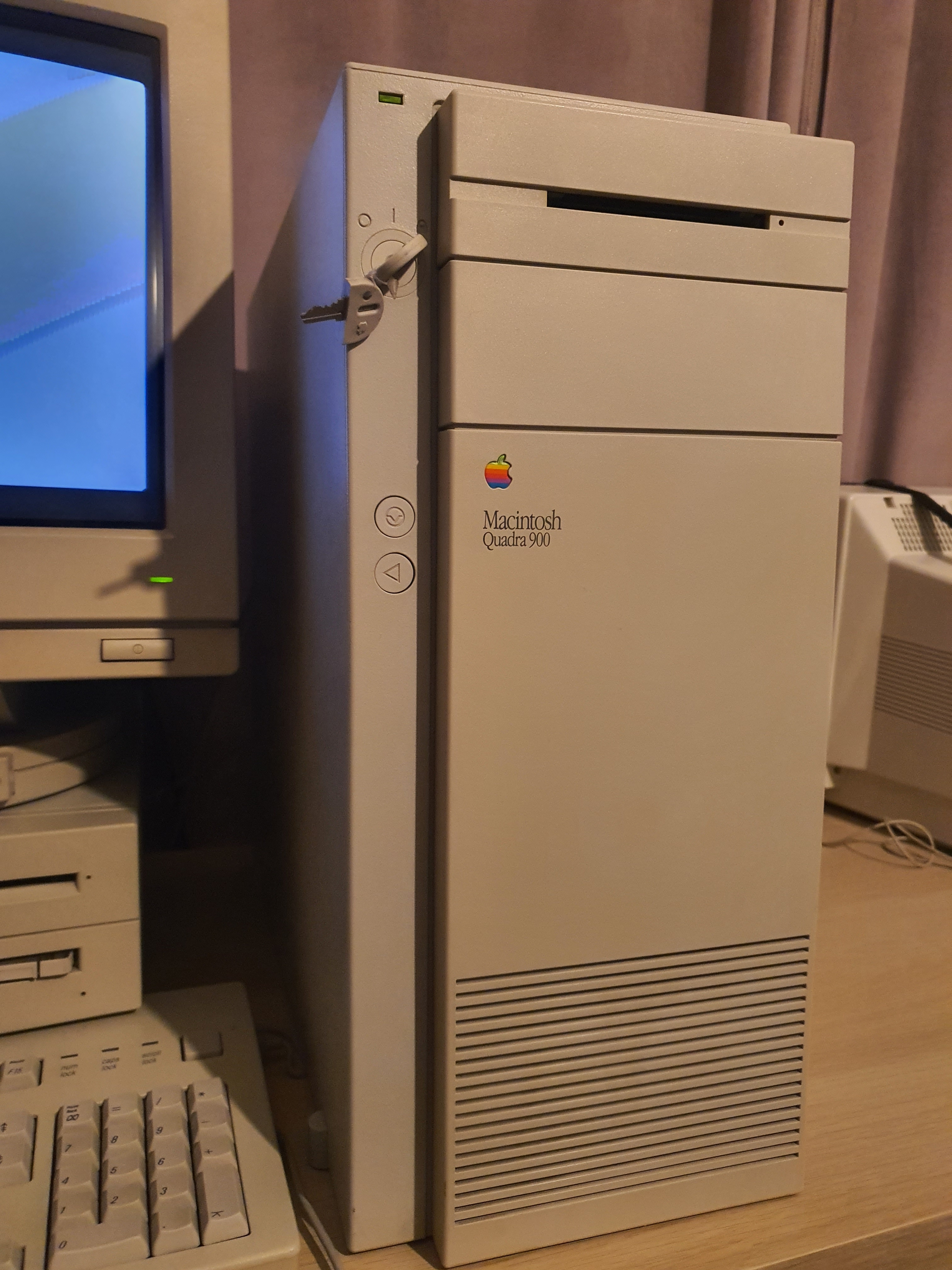
매킨토시 쿼드라 900
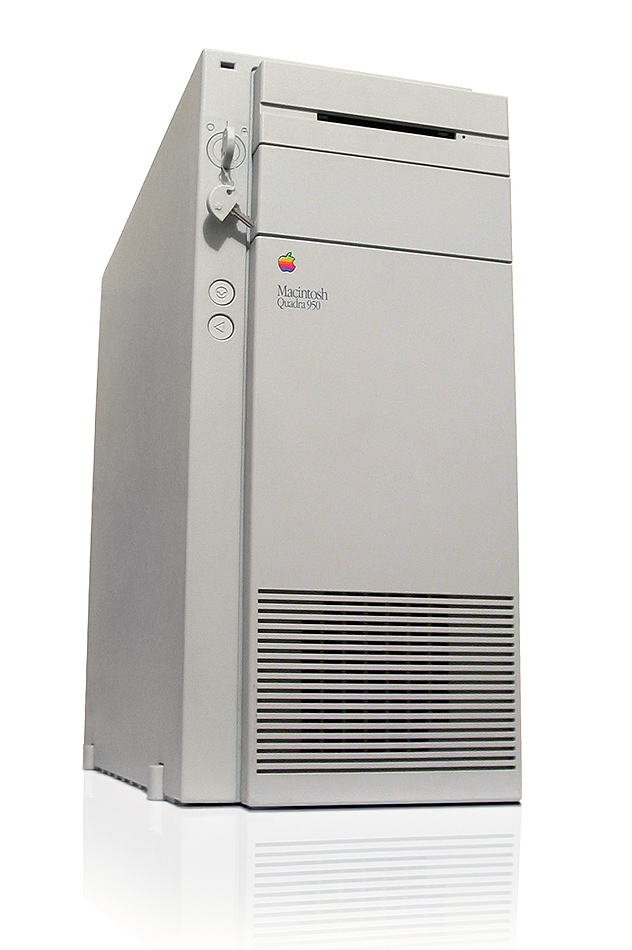
매킨토시 쿼드라 950
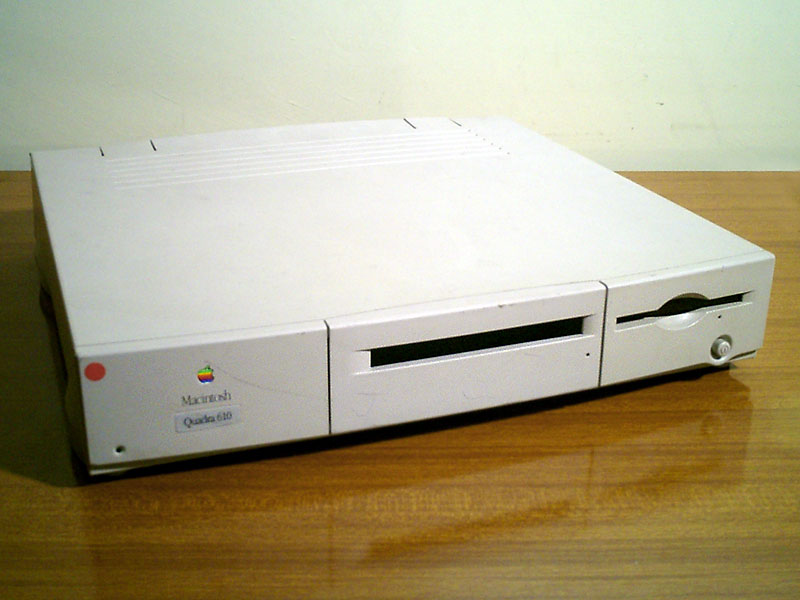
매킨토시 쿼드라 610
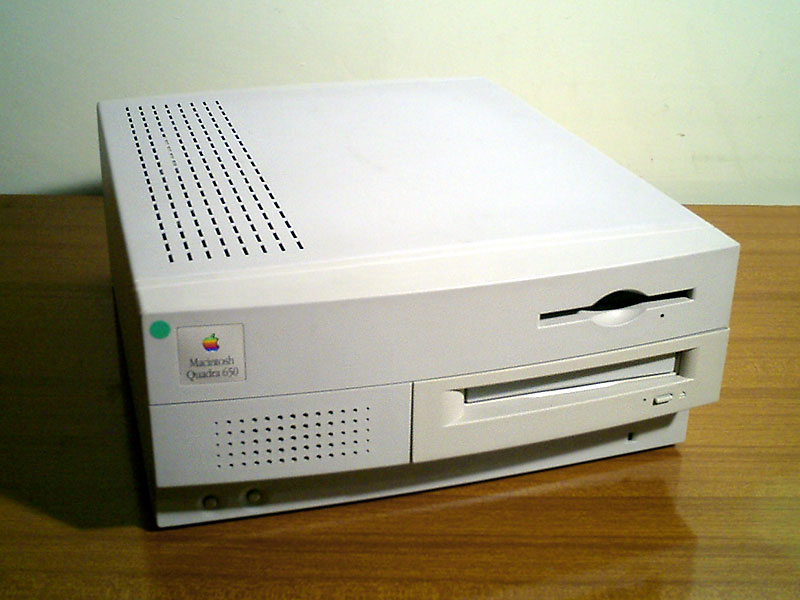
매킨토시 쿼드라 650
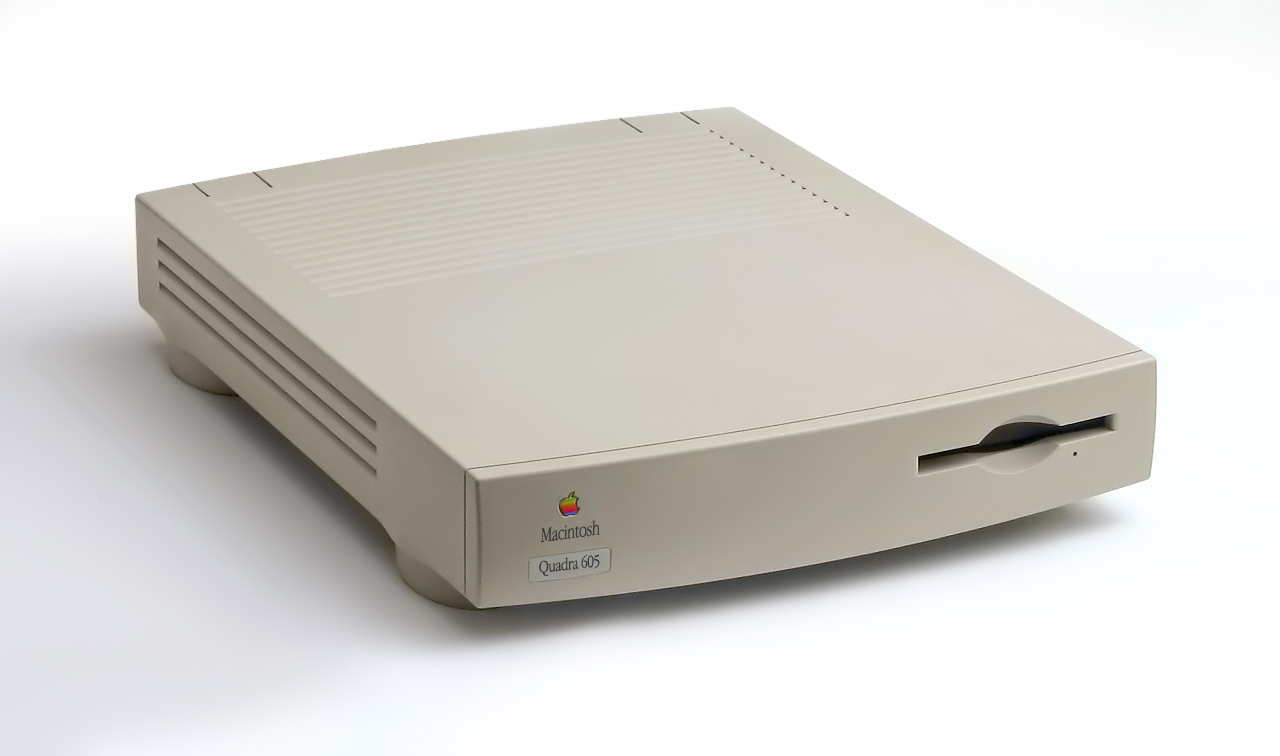
매킨토시 쿼드라 605
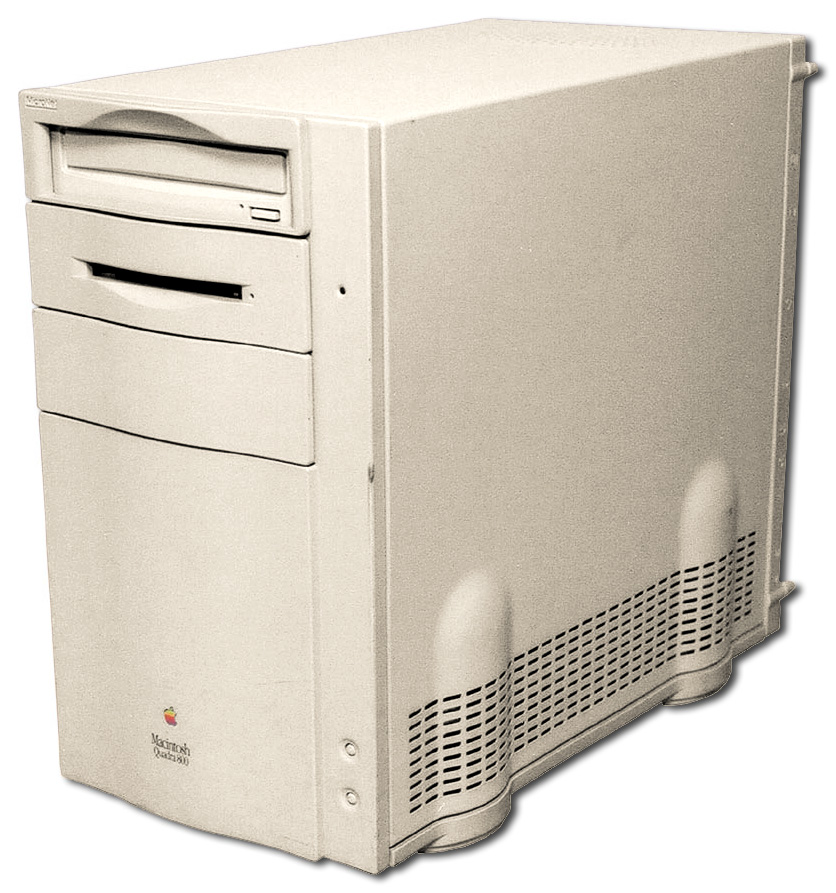
매킨토시 쿼드라 800
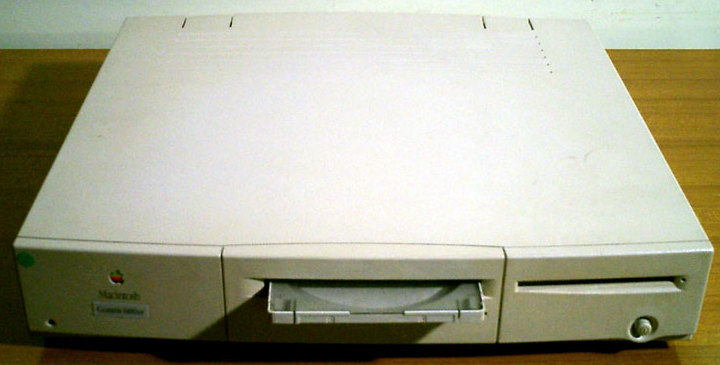
매킨토시 쿼드라 660AV
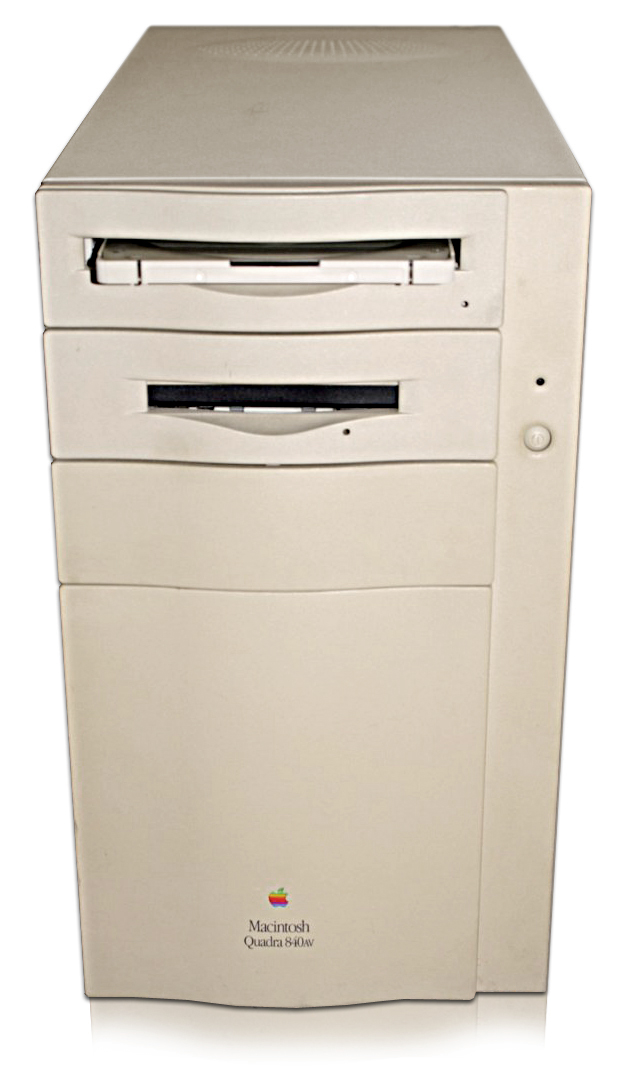
매킨토시 쿼드라 840AV
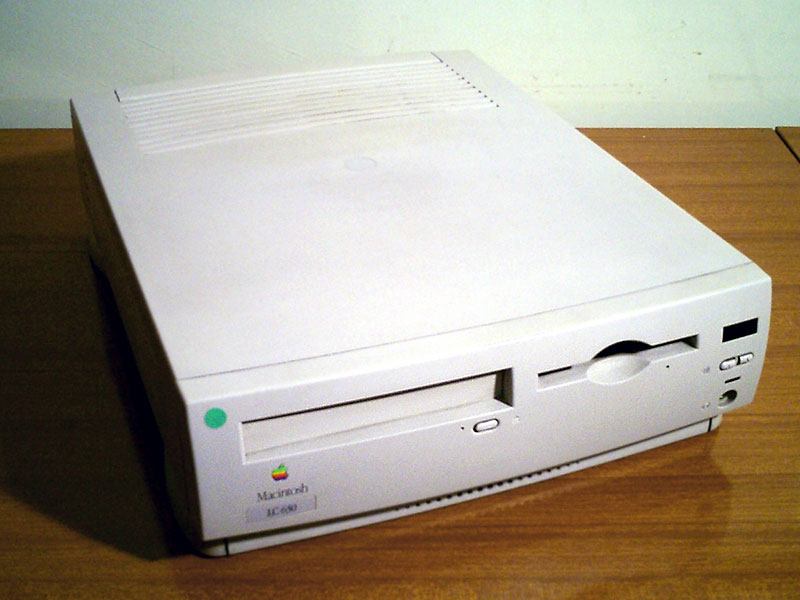
매킨토시 쿼드라 630